# Réserve du parc d'État de Clay Pit Ponds
La réserve de parc d'État de Clay Pit Ponds est un parc d'État situé près de la rive sud-ouest de Staten Island, à New York. Elle s'étend sur 107 hectares et est le seul parc d'État situé sur Staten Island.

## Histoire
Le parc a été le site d'une vaste exploitation minière d'argile de kaolin blanc au XIXe siècle, qui fournissait la matière première des briques et de la terre cuite. Après l’abandon des opérations d’exploitation, l’eau de pluie, les sources naturelles et la végétation ont rempli les fosses. La réserve contient également des preuves archéologiques des colonies des Indiens Lenape, des premiers colons européens et des Noirs libres de Sandy Ground.
Le parc a été créé en 1977 après un lobbying intensif de la part des Protectors of Pine Oak Woods, une organisation locale de conservation de la nature.
L'inauguration d'un centre naturel de 1,3 million de dollars a eu lieu le 4 mai 2007. En octobre 2008, le centre a ouvert ses portes avec des expositions sur l'histoire de la région de Charleston et sur la faune et les plantes trouvées dans le parc. Le centre comprend un espace d'exposition, des salles de classe et un pavillon extérieur.

## Descriptif

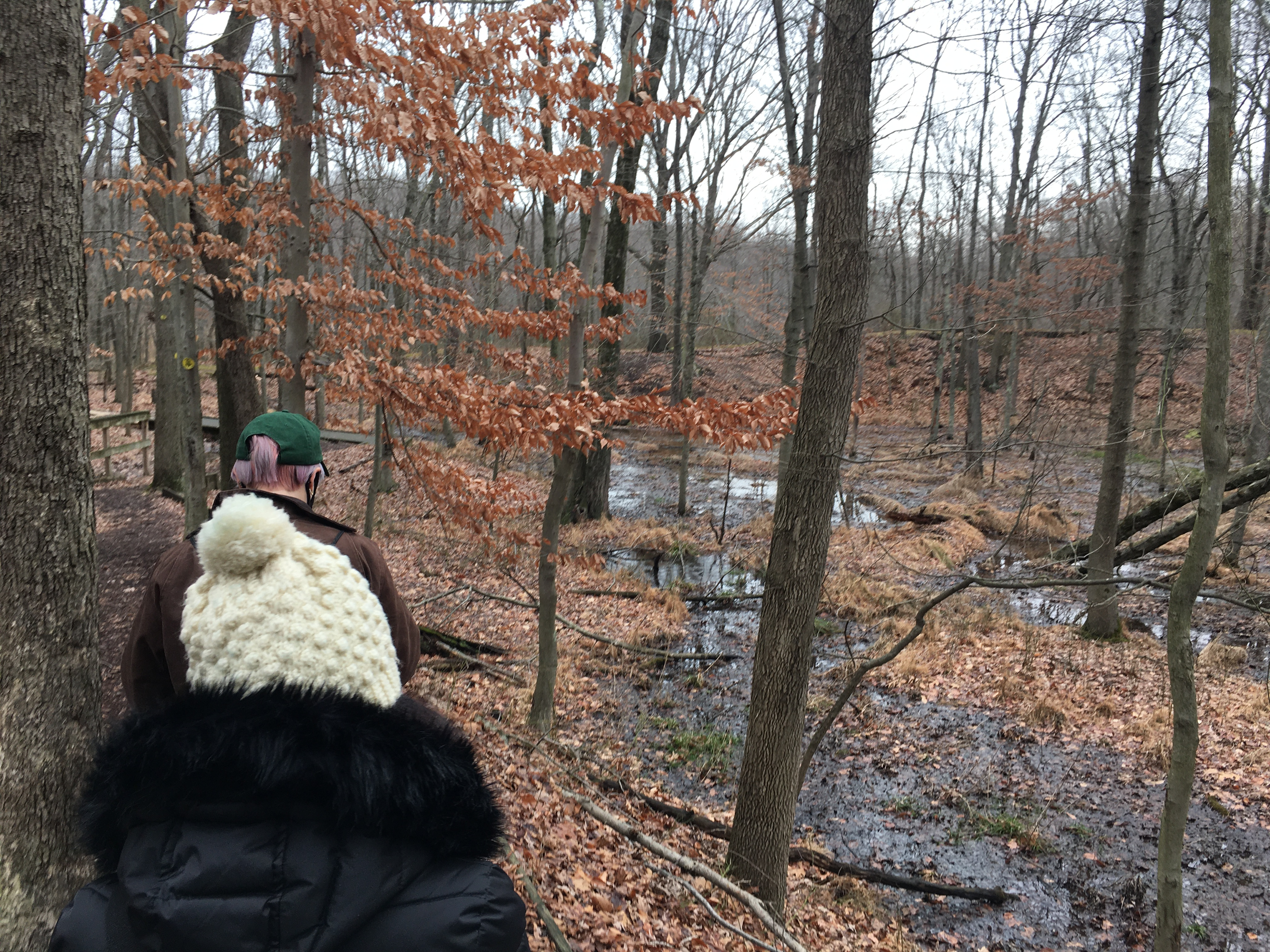
Topographie caractéristique du parc et zones humides héritées de son histoire antérieure, vues depuis l'un de ses sentiers de randonnée

Le parc s'étend 107 hectares comprenant des zones humides, des étangs, des landes de sable, des ruisseaux alimentés par des sources et des zones boisées. Il comprend des bois de pins et des fleurs sauvages rares telles que la canneberge, la queue de lézard, le houx verticillé et la listère des tourbières. Les espèces animales comprennent des couleuvres agiles noires, des tortues-boîtes, des lézards scélopores, des crapauds de Fowler, des grenouilles vertes et des rainettes crucifères. Plus de 170 espèces d'oiseaux ont été observées dans le parc. Des cerfs y sont également régulièrement observés.
Le but de la réserve est de préserver l'écologie unique du site, ainsi que d'offrir des opportunités éducatives et récréatives, telles que des promenades dans la nature, des programmes d'écologie des étangs et l'observation des oiseaux. Deux sentiers de randonnée – l'Abraham's Pond Trail et l'Ellis Swamp Trail – sont ouverts au public à proximité du siège du parc, et l'équitation est autorisée sur 8 km de pistes cavalières.
Le parc comprend deux zones désignées, réservées aux espèces menacées et interdites au public.

## Voir également
- Liste des parcs de l'État de New York